# 姆扎河

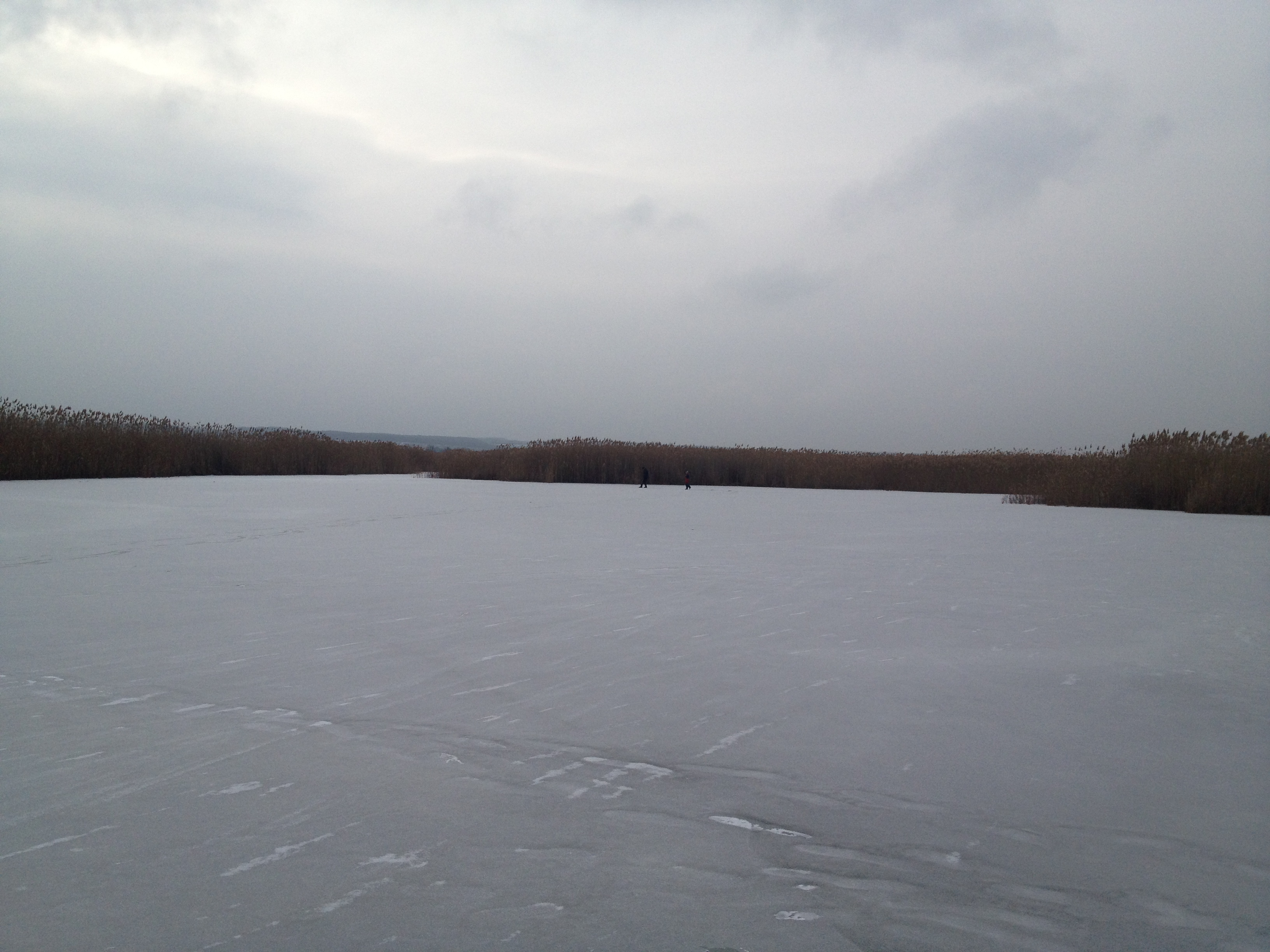

姆扎河（烏克蘭語：Мжа），是烏克蘭的河流，屬於北頓涅茨河的支流，發源自瓦爾基以西8公里，河口處在兹米伊夫，河道全長77公里，流域面積1,814平方公里。